# 142756 Chiu
142756 Chiu este un asteroid din centura principală de asteroizi.

## Descriere
142756 Chiu este un asteroid din centura principală de asteroizi. A fost descoperit pe 5 octombrie 2002 la Apache Point Observatory în cadrul programului Sloan Digital Sky Survey. Asteroidul prezintă o orbită caracterizată de o semiaxă mare de 2,43 ua, o excentricitate de 0,14 și o înclinație de 5,4° în raport cu ecliptica.